# Lilleküla

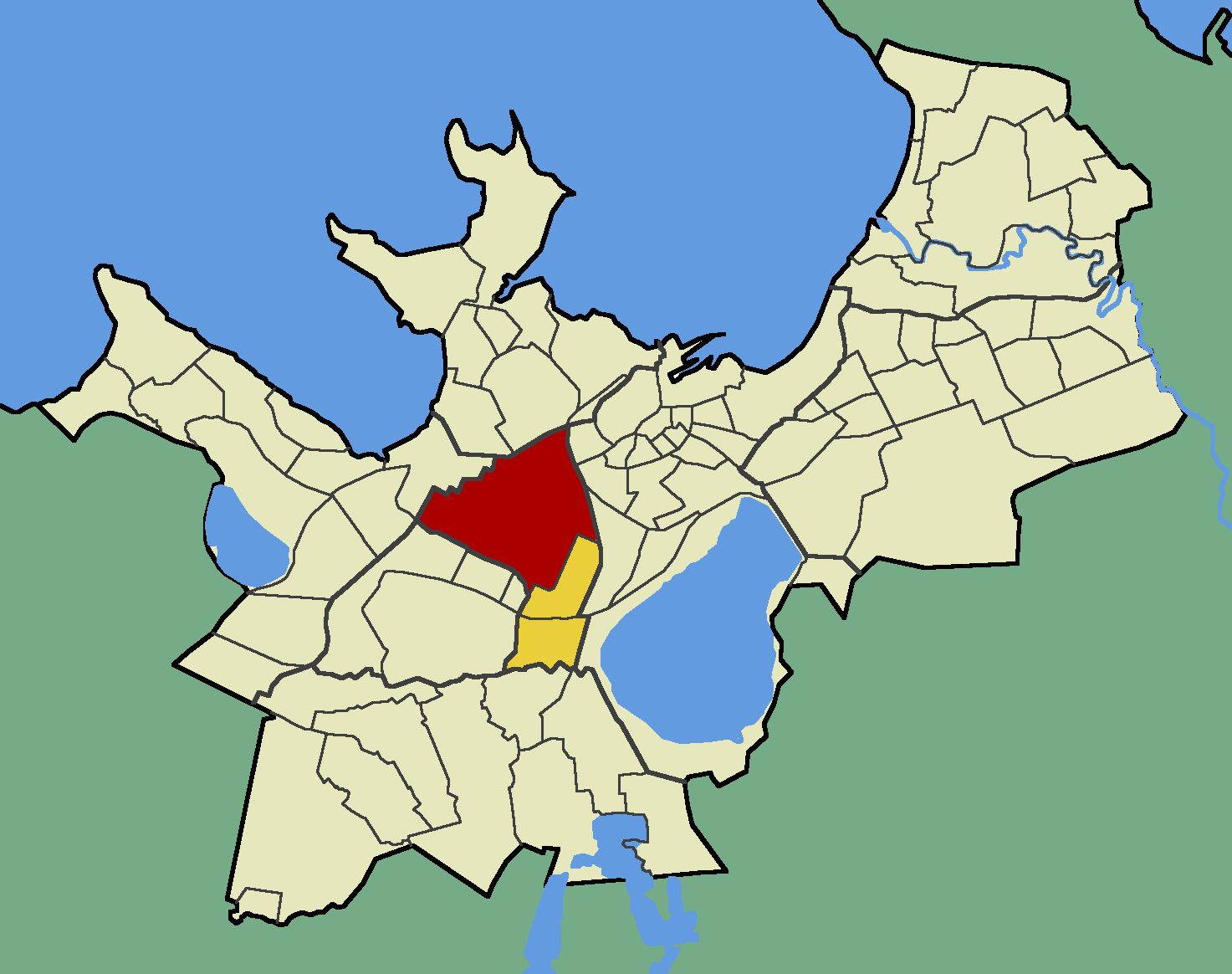
Lage von Lilleküla (rot) im Tallinner Stadtteil Kristiine (gelb)

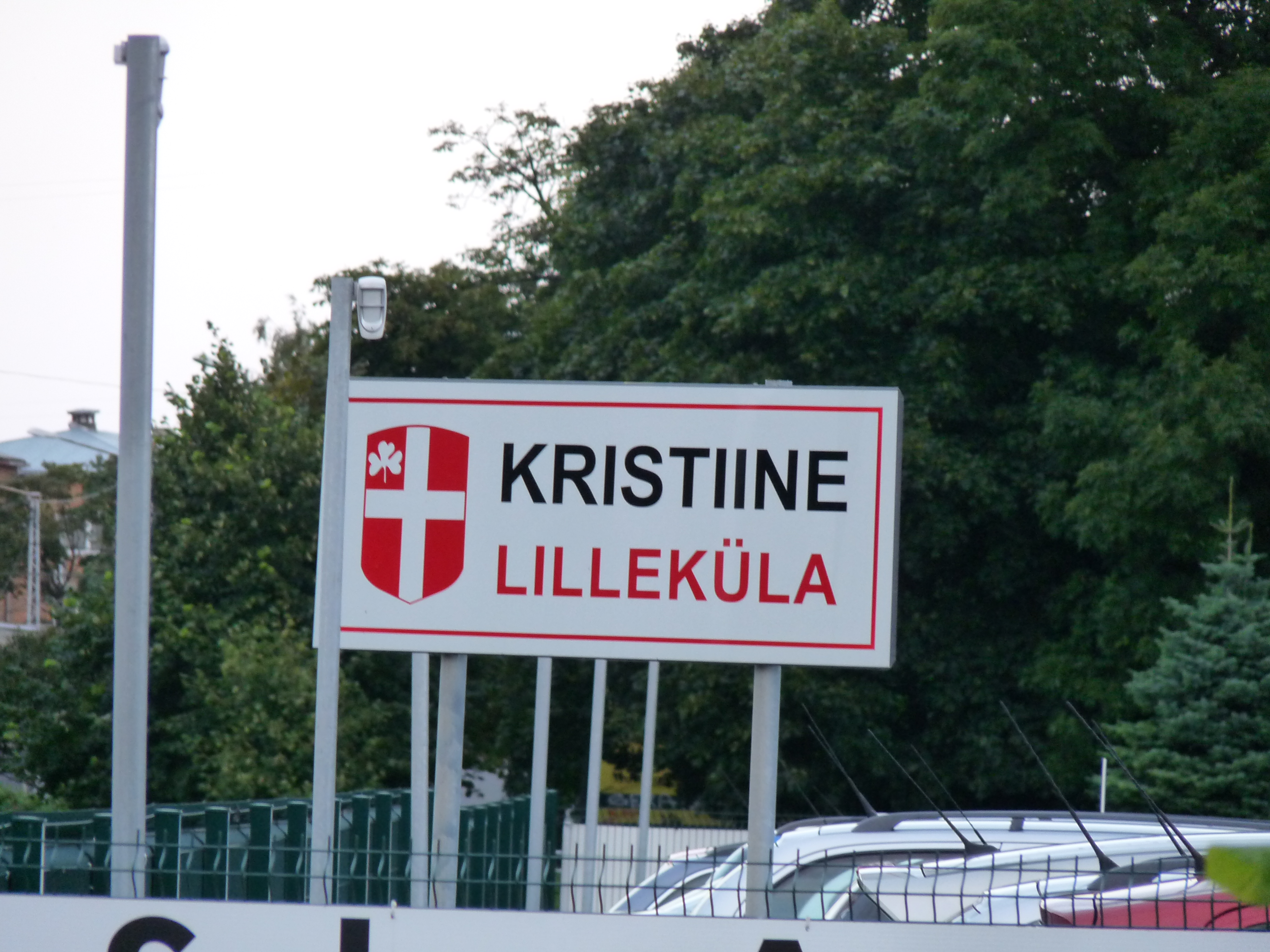
Ortsschild von Lilleküla

Lilleküla ist ein Stadtbezirk (estnisch asum) der estnischen Hauptstadt Tallinn. Der Bezirk liegt im Stadtteil Kristiine.

## Beschreibung
Der Bezirk Lilleküla (zu Deutsch „Blumendorf“) hat 23.356 Einwohner (Stand 1. Mai 2010). Zahlreiche Straßennamen sind nach Blumen benannt.
Lilleküla hat ein Gymnasium (Tallinna Lilleküla Gümnaasium) und eine Eisenbahnstation. In dem Bezirk liegt das moderne Tallinner Einkaufszentrum Kristiine Keskus.

## Geschichte
Die Gegend war bis zur Mitte des 19. Jahrhunderts hauptsächlich Wiesen- und Weideland des Stadtteils Kristiina. Es entstanden auch einige Sommerhäuser. Erst um 1860 wuchs eine dichtere Bebauung heran. Mit dem Bau des Bahnhofs 1869/70 nahm das Bevölkerungswachstum auf beiden Seiten der Bahngleise stetig zu, das sich mit der Gründung von Fabrikanlagen (wie der Aktiengesellschaft R. Mayer-Werke) noch steigerte.
In den 1920er Jahren erhielt der Bezirk seinen heutigen Namen.